# Echternach
Echternach (lussemburghese: Iechternach o Eechternoach) è un comune del Lussemburgo orientale. Fa parte del cantone che porta il suo nome e del distretto di Grevenmacher. Echternach, che ha una popolazione di 4 610 abitanti, si trova al confine con la Germania ed è la più antica città del Lussemburgo. La città ha ottenuto nel 2021 il Marchio del patrimonio europeo.

## Storia

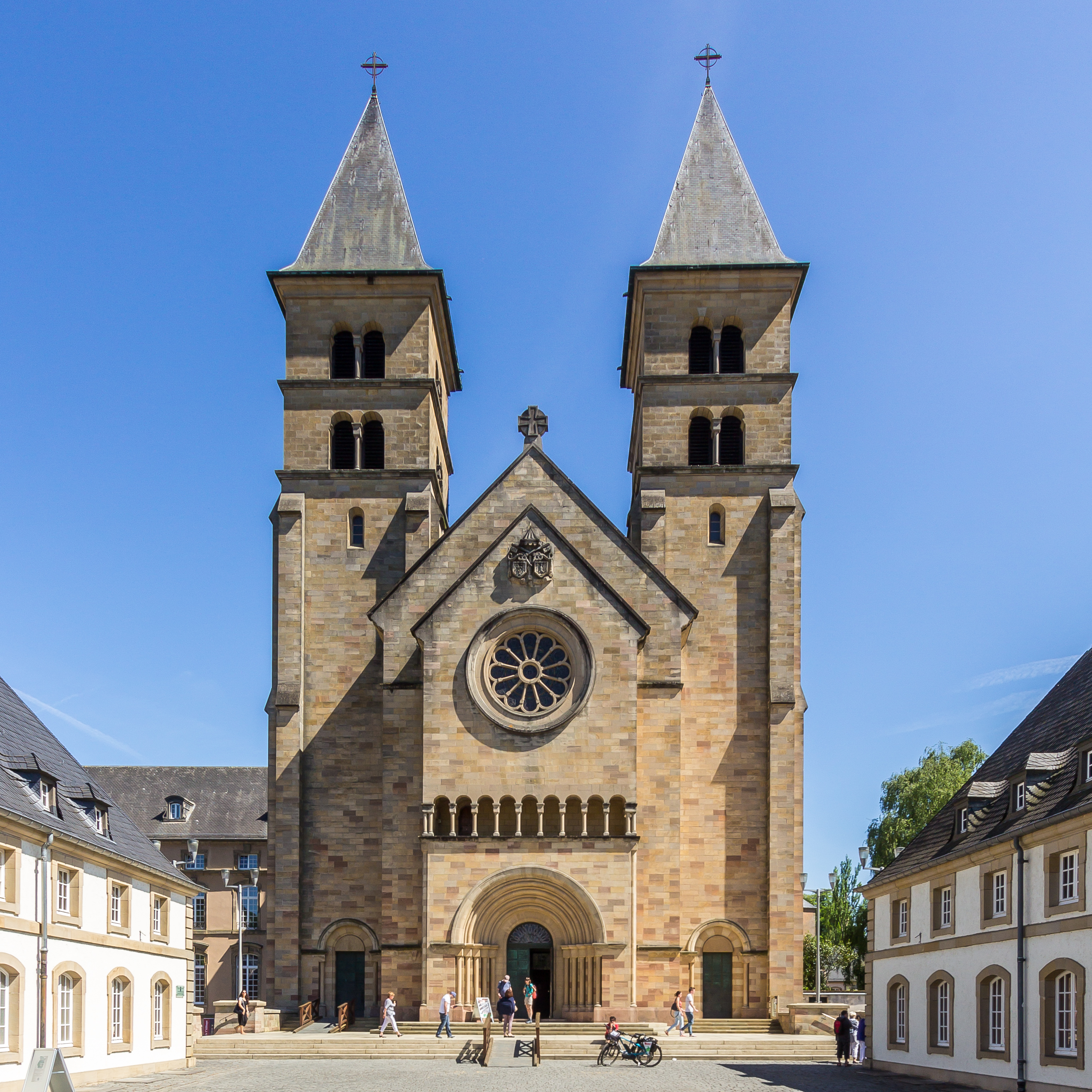
Basilica di Echternach

La città si è sviluppata intorno alle mura dell'Abbazia di Echternach, fondata nel 698 da San Villibrordo, un monaco benedettino inglese di Ripon, che arrivò in Lussemburgo dopo essere diventato vescovo di Utrecht durante la sua opera di cristianizzazione della Frisia e guidò il monastero fino alla sua morte, nel 739. Tuttora si celebra una processione in suo onore il martedì dopo la Pentecoste.
Il fiume Sûre (o Sauer) che bagna la città oggi segna la frontiera fra Germania e Lussemburgo, ma negli ultimi tempi dell'Impero Romano e sotto i Merovingi non era una marca. La villa romana scoperta nel 1975 che faceva parte della diocesi di Treviri (oggi in Germania) fu regalata a Villibrordo da Irmina, figlia di Dagoberto II, re dei Franchi. Altre porzioni dell'eredità merovingia furono regalate all'abbazia da Pipino il Breve.
Echternach restò sotto la tutela di Carlo Magno e dei suoi discendenti. Sebbene i monaci siano stati successivamente rimpiazzati dai sacerdoti della diocesi di Treviri fra l'859 e il 971, e nonostante gli edifici realizzati da San Villibrordo siano andati in fiamme nel 1017, la basilica romanica con le sue torri simmetriche ospita tuttora la tomba del santo inglese nella cripta. Mentre fioriva l'abbazia, con la sua famosa biblioteca e lo scriptorium, la città di Echternach si formò intorno alle sue mura esterne fino ad ottenere, nel 1236, lo status di città. L'abbazia fu ricostruita secondo il gusto barocco nel 1737, ma nel 1797 i monaci furono allontanati e le proprietà dell'abbazia, compresa la biblioteca, furono vendute. Alcuni dei manoscritti più antichi sono conservati alla Biblioteca nazionale di Francia di Parigi. Nell'abbazia fu insediata una fabbrica di porcellana e la città declinò fino a quando, con la realizzazione della ferrovia, arrivano i primi flussi turistici.
Le chiese di Echternach sono due: oltre alla Basilica di origine medievale (poi inglobata nell'edificio dell'abbazia barocca realizzata nel XVIII secolo che oggi ospita una scuola), c'è anche una parrocchia dedicata ai santi Pietro e Paolo.
La città, circondata dalle mura medievali con torrette di controllo, fu gravemente danneggiata nella Seconda guerra mondiale ed è stata massicciamente restaurata. Dal 1975 ospita un festival musicale internazionale che si tiene in maggio e giugno.

## Monumenti e luoghi d'interesse

### Architetture religiose
Nella città si trova l'antica Abbazia di Echternach.

### Architetture civili
Sulla piazza del mercato sorgono il Dënzelt, il Municipio e la Croce di Giustizia.